# Лубенцы (Черкасская область)
Лу́бенцы (укр. Лубенці) — село в Каменском районе Черкасской области Украины. Административный центр Лубенского сельского совета.
Население по переписи 2001 года составляло 311 человек. Почтовый индекс — 20820. Телефонный код — 4732.

## Местный совет
20820, Черкасская обл., Каменский р-н, с. Лубенцы, ул. Зозулевича, 40.